# Ejn ha-Šofet
Ejn ha-Šofet (hebrejsky עֵין הַשּׁוֹפֵט, doslova „Soudcův pramen“ ,v oficiálním přepisu do angličtiny En HaShofet, přepisováno též Ein HaShofet) je vesnice typu kibuc v Izraeli, v Severním distriktu, v Oblastní radě Megido.

## Geografie
Leží v nadmořské výšce 264 metrů, v horách Ramat Menaše, cca 17 kilometrů východně od břehů Středozemního moře. Je situována v zemědělsky využívané a jen z menší části zalesněné pahorkatině. Poblíž obce začínají vádí Nachal Dalija, Nachal Šelef, Nachal Raz a Nachal Taninim směřující k západu. Na východ odtud stékají vádí Nachal Gachar a Nachal Zahora.
Obec se nachází cca 65 kilometrů severovýchodně od centra Tel Avivu a cca 25 kilometrů jihojihovýchodně od centra Haify. Ejn ha-Šofet obývají Židé, přičemž osídlení v tomto regionu je etnicky převážně židovské. Oblast vádí Ara, kterou obývají izraelští Arabové, leží cca 7 kilometrů jižním směrem. Hřbet horského masivu Karmel, na kterém stojí drúzská sídla, se nachází 10 kilometrů severně odtud.
Obec Ejn ha-Šofet je na dopravní síť napojena pomocí lokální silnice číslo 672, jež propojuje všechny vesnice na Ramat Menaše a vede k severu, kde ústí do dálnice číslo 70. Spojení k východu, do Jizre'elského údolí, zajišťuje lokální silnice číslo 6953.

## Dějiny
Kibuc Ejn ha-Šofet byl založen v roce 1937. Šlo o opevněnou osadu typu Hradba a věž. Jejími zakladateli byla skupina židovských přistěhovalců z Polska, kterou doplnila skupina členů mládežnické levicové organizace ha-Šomer ha-Ca'ir tvořená severoamerickými Židy. Ti se zformovali již v předstihu do kolektivu a po pět let trénovali ve městě Chadera na založení vlastní vesnice. K zbudování Ejn ha-Šofet došlo 5. července 1937. Původně byla osada situována o něco východněji od dnešního kibucu, v místě zvaném Giv'at Džo'ara (גבעת ג'וערה). Po roce se osadníci přestěhovali do dnešní lokality.
Jméno vesnice je připomínkou soudce Nejvyššího soudu Spojených států amerických Louise Brandeise, který patřil k významným osobnostem americké židovské komunity.
Během války za nezávislost byl zdejší region dobyt izraelskými silami. Koncem 40. let 20. století měl kibuc Ejn ha-Šofet rozlohu katastrálního území 4 100 dunamů (4,1 kilometrů čtverečních).
V obci fungují zařízení předškolní péče a základní škola Omarim (עומרים) navštěvovaná i dětmi z okolních vesnic. Místní ekonomika je založena na průmyslu (včetně továrny na zpracování kovů) a zemědělství. Část obyvatel za prací dojíždí.

## Demografie
Obyvatelstvo kibucu Ejn ha-Šofet je sekulární. Podle údajů z roku 2014 tvořili populaci v Ejn ha-Šofet Židé - cca 700 osob (včetně statistické kategorie "ostatní", která zahrnuje nearabské obyvatele židovského původu ale bez formální příslušnosti k židovskému náboženství, cca 800 osob).
Jde o menší sídlo vesnického typu s dlouhodobě mírně rostoucím počtem obyvatel. K 31. prosinci 2014 zde žilo 819 lidí. Během roku 2014 registrovaná populace klesla o 1,2 %.
| Rok            | 1948 | 1961 | 1972 | 1983 | 1995 | 2001 | 2003 | 2004 | 2005 | 2006 | 2007 | 2008 | 2009 | 2010 | 2011 | 2012 | 2013 | 2014 |
| -------------- | ---- | ---- | ---- | ---- | ---- | ---- | ---- | ---- | ---- | ---- | ---- | ---- | ---- | ---- | ---- | ---- | ---- | ---- |
| Počet obyvatel | 487  | 578  | 623  | 755  | 723  | 676  | 732  | 720  | 714  | 731  | 739  | 759  | 800  | 800  | 803  | 821  | 829  | 819  |